# Poliment químic mecànic

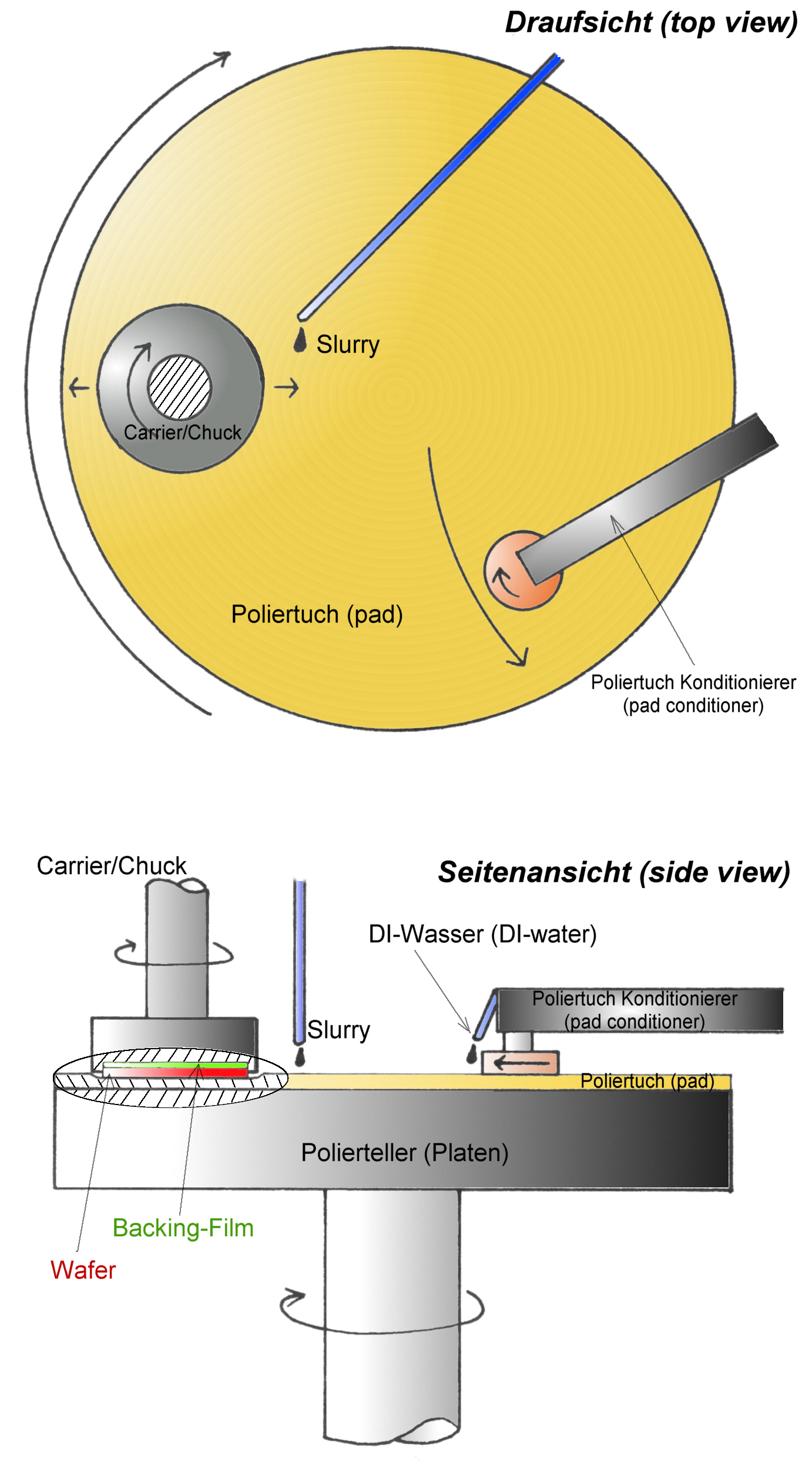
Principi funcional del CMP

El poliment químic mecànic (amb acrònim anglès CMP) o planarització és un procés d'allisament de superfícies amb la combinació de forces químiques i mecàniques. Es pot considerar com un híbrid de gravat químic i polit abrasiu.
El procés utilitza una substància química abrasiva i corrosiva (normalment un col·loide) juntament amb un coixinet de poliment i un anell de retenció, normalment d'un diàmetre més gran que l'oblia. El coixinet i l'oblia es pressionen junts per un capçal de polit dinàmic i es mantenen al seu lloc per un anell de retenció de plàstic. El capçal de poliment dinàmic gira amb diferents eixos de rotació (és a dir, no concèntrics). Això elimina material i tendeix a igualar qualsevol topografia irregular, fent que l'oblia sigui plana. Això pot ser necessari per configurar l'oblia per a la formació d'elements de circuit addicionals. Per exemple, CMP pot portar tota la superfície dins de la profunditat de camp d'un sistema de fotolitografia o eliminar selectivament el material en funció de la seva posició. Els requisits típics de profunditat de camp es redueixen als nivells d'Angstrom per tecnologia de 22 nm.

Sobre la motivació del CMP. Esquerra: sense CMP, dreta: amb CMP després dels processos de pulverització/evaporació codificats amb colors morats i vermells

Abans de l'any 1990, el CMP es considerava massa "brut" per ser inclòs en processos de fabricació d'alta precisió, ja que l'abrasió tendeix a crear partícules i els mateixos abrasius no estan exempts d'impureses. Des d'aleshores, la indústria dels circuits integrats ha passat dels conductors d'alumini als conductors de coure. Això va requerir el desenvolupament d'un procés de modelatge additiu, que es basa en les habilitats úniques del CMP per eliminar el material de manera plana i uniforme i per aturar-se repetidament a la interfície entre les capes aïllants de coure i òxids (vegeu Interconnexions de coure per a més detalls). L'adopció d'aquest procés ha fet que el processament CMP sigui molt més estès. A més de l'alumini i el coure, s'han desenvolupat processos CMP per polir tungstè, diòxid de silici i (recentment) nanotubs de carboni.